# Fossé (Ardenas)
Fossé é uma comuna francesa na região administrativa de Grande Leste, no departamento das Ardenas. Estende-se por uma área de 8,94 km². Em 2010 a comuna tinha 54 habitantes (densidade: 6 hab./km²).